# Yab-Yum (computerspel)
Yab-Yum is een computerspel dat werd ontwikkeld door pedagoog Tom Gerritsen. Het spel werd in 1985 uitgebracht voor MSX.
Gerritsen vond de inspiratie voor dit spel in de Amsterdamse erotiekclub Yab Yum. Het spel werd oorspronkelijk gemaakt in het Nederlands voor de MSX1, later kwam het ook uit in het Engels.